# 李憲章

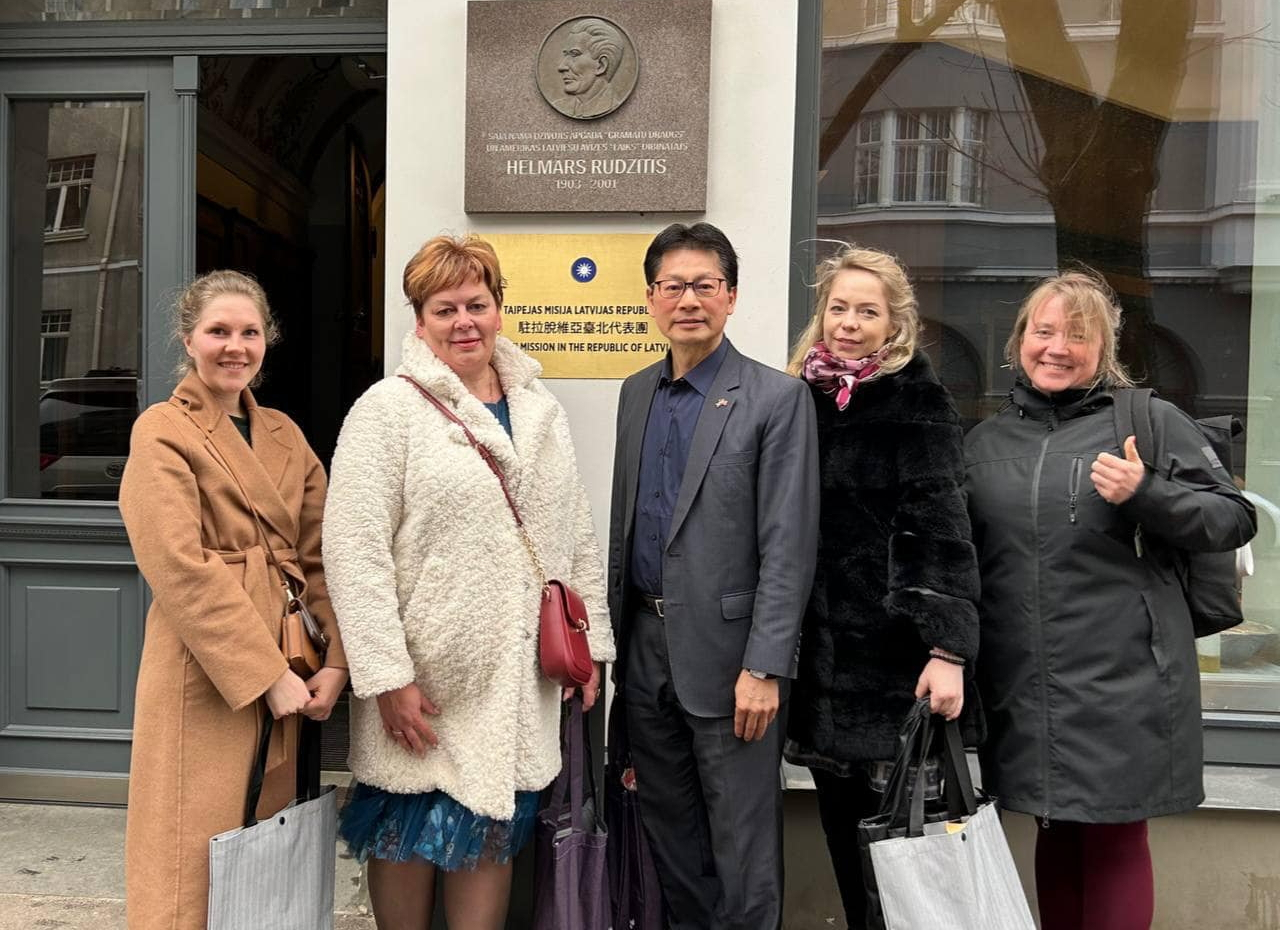
2023年3月，駐拉脫維亞代表李憲章與訪客合影於駐拉脫維亞臺北代表團館牌前。

李憲章（1965年—），臺灣省南投縣草屯鎮人，中華民國外交官、政府官員。畢業於國立政治大學外交學系，後獲選赴英國牛津大學接受語文訓練。曾任中華民國外交部駐紐約有關聯合國事務工作小組秘書、駐英國台北代表處政治組長、外交部公眾外交協調會執行長兼外交部發言人、駐汶萊臺北經濟文化辦事處大使銜代表等職務，現任駐拉脫維亞臺北代表團大使銜代表。

## 職業生涯
李憲章在擔任外交部發言人期間，歷經中華民國護照內頁底圖誤植美國杜勒斯機場圖片、3個邦交國斷交（多明尼加、布吉納法索、薩爾瓦多）、駐日本外交官自縊身亡等事件。

## 興趣
李憲章18歲那一年的暑假，在從事美術設計的二姑丈引領下，對於手刻印章產生了興趣。「我的個性本來比較急躁，只有在刻印章的時候才能完全靜下心，在繁忙的生活中停下腳步。」李憲章說，正因為刻印章一定要「心靜」，所以當進外交部久了、工作量變多了，就難以再專心手刻印章。從2008－2014年，李憲章只有1件手刻作品，是派駐倫敦時送給向來對台灣很友善的英國上議院副議長Lord Faulkner，上面刻著「福克納」的中文字樣。李憲章說，卸下發言人職務後會有比較多屬於自己的時間，或許有機會在汶萊重拾手刻印章的樂趣。